# Sulfato de dimetilo
Sulfato de dimetilo ou sulfato de dimetila é um composto químico com fórmula (CH3O)2SO2. Como éster dimetílico do ácido sulfúrico, sua fórmula é frequentemente escrita como (CH3)2SO4 ou ainda Me2SO4, onde CH3 ou Me é metil.  Me2SO4 é principalmente usado como um agente de metilação em  síntese orgânica.